# Vaďovce
Vaďovce (allemand : Wädowitz, hongrois : Vagyóc) est un village de Slovaquie situé dans la région de Trenčín.

## Histoire
La première mention écrite du village date de 1419.

## Démographie

### Évolution de la population
| Année:               | 1994. | 2004.   | 2014.    | 2024.   |
| -------------------- | ----- | ------- | -------- | ------- |
| Nombre de personnes: | 687   | 686     | 758      | 743     |
| Différence:          |       | -0,14 % | +10,49 % | -1,97 % |

| Année:               | 2023. | 2024.   |
| -------------------- | ----- | ------- |
| Nombre de personnes: | 721   | 743     |
| Différence:          |       | +3,05 % |